# Amphiesma vibakari
Amphiesma vibakari este o specie de șerpi din genul Amphiesma, familia Colubridae, descrisă de Heinrich Boie în anul 1826.

## Subspecii
Această specie cuprinde următoarele subspecii:
- A. v. danjoensis
- A. v. vibakari

## Galerie

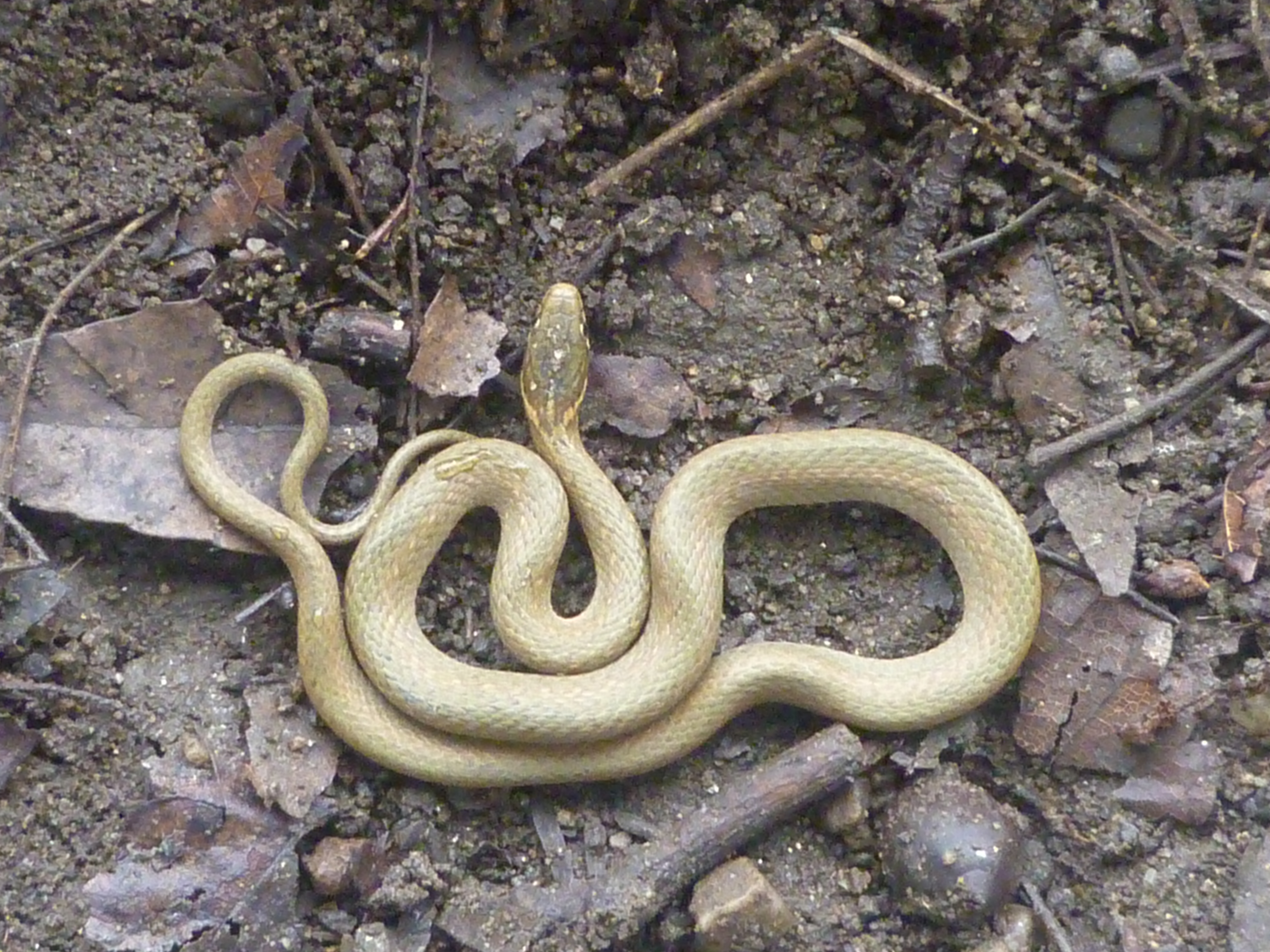